# Roberto Lacedelli
Roberto Lacedelli (* 2. Juni 1919 in Cortina d’Ampezzo; † 26. Juli 1983) war ein italienischer Skisportler. Er wurde viermal italienischer Meister im alpinen Skisport und einmal italienischer Meister im Skispringen. Er nahm an zwei Alpinen Skiweltmeisterschaften und zweimal an Olympischen Winterspielen teil.

## Biografie
Seinen ersten italienischen Meistertitel gewann Roberto Lacedelli 1937 bei den italienischen Meisterschaften im Skispringen, bei denen er gemeinsam mit Delfo Ramella Paia gewinnen konnte. Ein Jahr später gewann er hinter Riccardo Rodeghiero und Mario Bonomo die Bronzemedaille. Dieses Ergebnis wiederholte er 1940. 1943 gewann er noch einmal Silber bei den italienischen Meisterschaften im Skispringen.
Im alpinen Skisport gewann Roberto Lacedelli vier italienische Meistertitel: 1942 wurde er Italienischer Meister in der Abfahrt und in der Alpinen Kombination, 1947 im Slalom und 1950 in der Abfahrt. Insgesamt gewann er zwischen 1939 und 1951 15 Medaillen (4× Gold, 7× Silber und 4× Bronze) bei den italienischen Alpinen Skimeisterschaften.
Bei den Alpinen Skiweltmeisterschaften 1938 in Engelberg wurde Lacedelli 26. im Slalom. Im nächsten Jahr erreichte er bei den Weltmeisterschaften 1939 in Zakopane den zwölften Platz im Slalom und zudem Platz 25 in der Abfahrt, womit er 18. in der Kombination wurde. Nach dem Zweiten Weltkrieg nahm er zweimal an Olympischen Winterspielen teil, die damals auch zugleich als Weltmeisterschaften zählten. Bei den Olympischen Winterspielen 1948 in St. Moritz startete er in der Abfahrt sowie im Slalom, schied jedoch in beiden Rennen vorzeitig aus. Bei den Olympischen Winterspielen 1952 in Oslo trat er im Riesenslalom an und erreichte den 24. Platz.